# Daniel Dajic
Daniel Dajic, né le 19 juin 1977, à Huskvarna, en Suède, est un ancien joueur suédois de basket-ball. Il évolue durant sa carrière au poste d'arrière.